# 欧布斯
欧布斯（法語：Aubous，法語發音：[obus]）是法国大西洋比利牛斯省的一个市镇，属于波城区。

## 地理
欧布斯（43°34'37"N, 0°8'6"W）面积3.78 平方千米，位于法国新阿基坦大区大西洋比利牛斯省，该省份为法国东南部省份，涵盖了贝阿恩与北巴斯克，西临大西洋比斯開灣，北至朗德省，东北接热尔省，东临上比利牛斯省，南与西班牙接壤。
与欧布斯接壤的市镇（或旧市镇、城区）包括：维耶拉、艾迪、迪于斯、蒙迪斯、莫米松-拉吉扬。
欧布斯的时区为UTC+01:00、UTC+02:00（夏令时）。

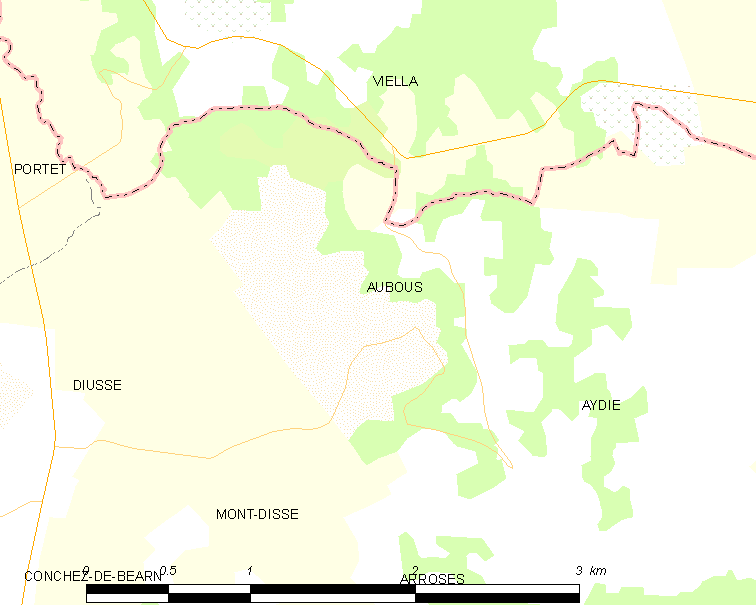
欧布斯的OSM定位图

## 行政
欧布斯的邮政编码为64330，INSEE市镇编码为64074。

## 政治
欧布斯所属的省级选区为吕伊河土地和维克比伊山坡县。

## 人口

1962-2008年间欧布斯人口变化图示

欧布斯于2022年1月1日时的人口数量为45人。